# NGC 39
NGC 39 (również PGC 852 lub UGC 114) – galaktyka spiralna (Sc), znajdująca się w gwiazdozbiorze Andromedy. Odkrył ją William Herschel 2 listopada 1790 roku.